# Joby Wright
Joseph A. Wright, detto Joby (5 settembre 1950), è un ex cestista e allenatore di pallacanestro statunitense, professionista nella NBA e nella ABA.

## Carriera
Venne selezionato dai Seattle SuperSonics al secondo giro del Draft NBA 1972 (18ª scelta assoluta).